# Dante Tosi
Dante Tosi (1939) es un deportista argentino, especializado en natación adaptada y baloncesto en silla de ruedas, que se ha destacado por ser uno de los medallistas paralímpicos de ese país. Representó a la Argentina en dos Juegos Paralímpicos, Tokio 1964, donde ganó dos medallas -una de plata en baloncesto en silla de ruedas y otra de bronce en natación- y Tel Aviv 1968.

## Carrera deportiva

### Juegos Paralímpicos de Tokio 1964
| Natación: Hombres 50 m Libre boca arriba incompleta clase 3 | Natación: Hombres 50 m Libre boca arriba incompleta clase 3 | Natación: Hombres 50 m Libre boca arriba incompleta clase 3 | Natación: Hombres 50 m Libre boca arriba incompleta clase 3 | Natación: Hombres 50 m Libre boca arriba incompleta clase 3 |
|                                                             | Deportista                                                  | País                                                        | Tiempo                                                      |                                                             |
| ----------------------------------------------------------- | ----------------------------------------------------------- | ----------------------------------------------------------- | ----------------------------------------------------------- | ----------------------------------------------------------- |
| 1                                                           | M. Dow                                                      | Australia                                                   | 0:49.70                                                     |                                                             |
| 2                                                           | H. Burkett                                                  | Estados Unidos                                              | 0:52.50                                                     |                                                             |
| 3                                                           | Dante Tosi                                                  | Argentina                                                   | 0:56.50                                                     |                                                             |
| Fuente: IPC.                                                |                                                             |                                                             |                                                             |                                                             |

| Baloncesto B incompleto masculino | Baloncesto B incompleto masculino | Baloncesto B incompleto masculino | Baloncesto B incompleto masculino | Baloncesto B incompleto masculino |
|                                   | País                              |                                   |                                   |                                   |
| --------------------------------- | --------------------------------- | --------------------------------- | --------------------------------- | --------------------------------- |
| 1                                 | Estados Unidos                    |                                   |                                   |                                   |
| 2                                 | Argentina                         |                                   |                                   |                                   |
| 3                                 | Israel                            |                                   |                                   |                                   |
| Fuente: IPC.                      |                                   |                                   |                                   |                                   |

El equipo argentino que ganó la medalla de plata en Tokio 1964 estuvo integrado por: Eduardo Albelo, Héctor Brandoni, Fernando Bustelli, Jorge Diz, Wilmer González, Juan Grusovin, Roberto Iglesias, Federico Marín, Rodolfo Novoa, Juan Sznitowski y Dante Tosi.